# Breviea sericea
Breviea sericea là một loài thực vật thuộc họ Sapotaceae. Loài này có ở Bờ Biển Ngà, Ghana, và có thể cả Cộng hòa Dân chủ Congo. Chúng hiện đang bị đe dọa vì mất nơi sống.